# Hauwert

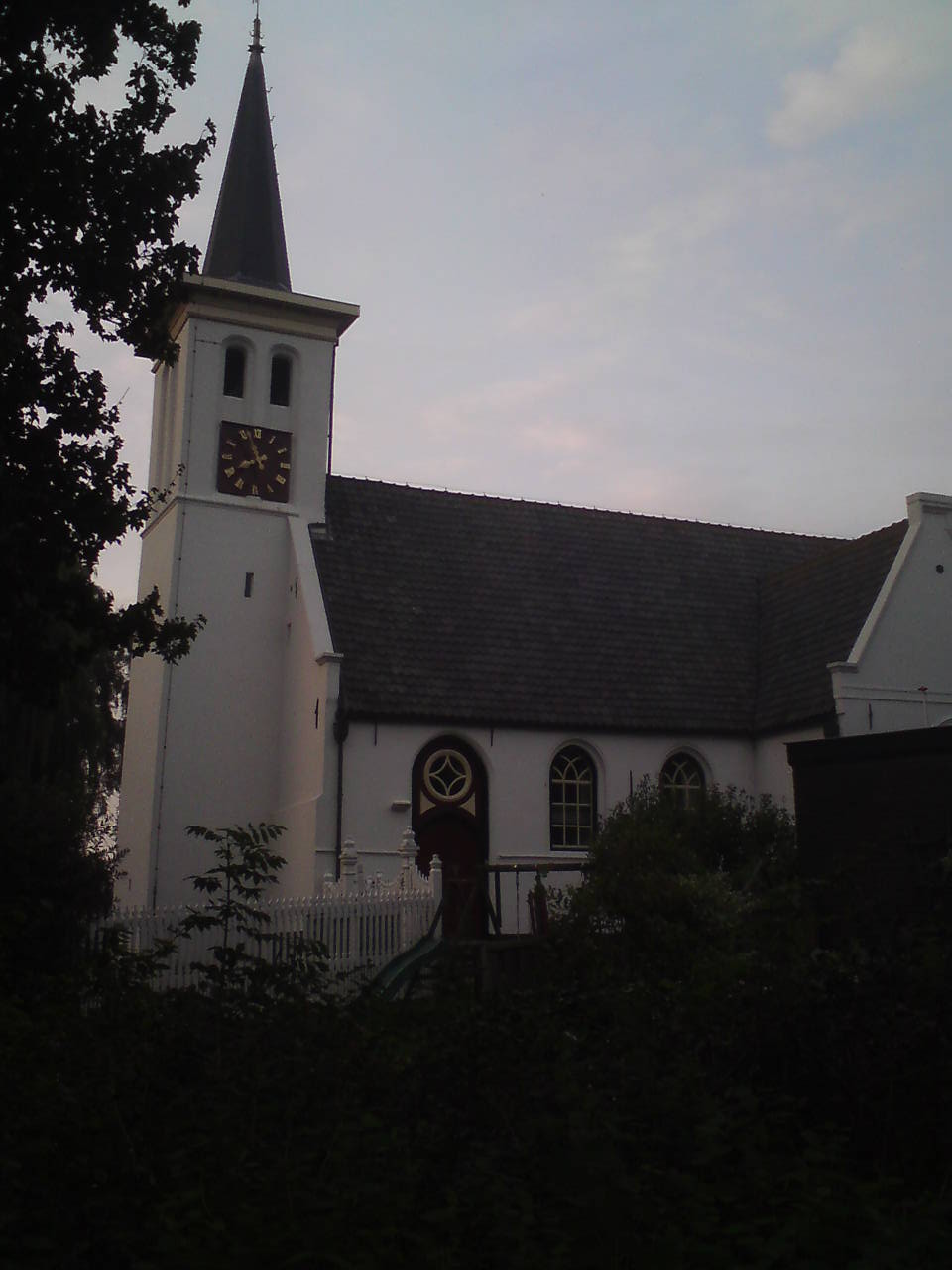
Hervormde kerk te Hauwert. Enige rijksmonument in deze plaats.

Hauwert is een dorp in de gemeente Medemblik, in de regio West-Friesland, provincie Noord-Holland (Nederland). Het heeft 745 inwoners (2023).
Hauwert is gelegen tussen Nibbixwoud en Wervershoof, ten noorden van de stad Hoorn. Het is van oorsprong een lintdorp, maar kent tegenwoordig bij de dorpskern een kleine nieuwbouw. Hauwert heeft duidelijk nog een plattelandskarakter. De Notweg, die tot 1976 als notweg doodliep, werd vroeger ook wel als aparte kern aangeduid, Hauwert-Noord. Deze benaming verdween echter vrij snel. Voor dit deel van Hauwert werd ook wel de benaming "De Zak van Hauwert" gebruikt. Sedert 1976 is de Notweg aangesloten op de wegenstructuur die is aangelegd in het kader van de ruilverkaveling van de polder "De Vier Noorder Koggen".
Het dorp hoorde voor de gemeentelijke herindeling van 1 januari 1979 tot de gemeente Nibbixwoud. Een uitzondering hierop vormde de Notweg, die deel uitmaakte van de gemeente Wervershoof. Tot 1976 was deze weg vanuit het overige deel van de gemeente Wervershoof slechts bereikbaar via het grondgebied van de gemeente Nibbixwoud. Bij herindeling werd het dorp in zijn geheel toegevoegd aan de toen nieuwe gemeente Noorder-Koggenland. Sinds 1 januari 2007 is de gemeente Noorder-Koggenland gefuseerd tot de gemeente Medemblik waartoe ook Nibbixwoud sindsdien behoort, waardoor Hauwert en Nibbixwoud weer in dezelfde gemeente liggen.
Het dorp Hauwert heet van oorsprong Bokswoude. Later ontstond er een tweede kern van bewoning die Nije Bokswoude werd genoemd. Uiteindelijk veranderde Bokswoude in Ald Bokswoude. De plaatsnaam zou verwijzen naar een bos met venijnbomen, (Taxus), en derhalve zou Bokswoude dan betekenen (Nieuwe) plaats bij het venijnbomenbos. Bokswoude is al een oude plaats, maar hoe oud precies is niet bekend, men denkt dat de plaats tussen 500 en 950 moet zijn ontstaan. In de 15e eeuw komt de huidige plaatsnaam voor als Hauwaert en in 1639 de huidige spelling Hauwert. De naam zou verwijzen naar de Jeneverbessen, een afgeleide benaming van het Germaanse Halahdrôthu.
Hauwert en Nibbixwoud waren tussen 1414 en 1436 onderdeel van de stede Wognum. Vanaf 1436, na het ontnemen van het stadsrecht van Wognum, ressorteerde Hauwert onder het poortrecht van Hoorn.
De kerk van Hauwert is wit, wat een opvallende kleur is voor de regio.
Verder is Hauwert regionaal bekend van de Zang- en Operettevereniging Zanglust en voetbalvereniging Hauwert '65.
Vlak bij het dorp bevindt zich een Amerikaanse windmotor die vroeger de Sluispolder bemaalde, maar die al jaren stilstaat.

## Geboren
- Trien de Haan-Zwagerman (1891-1986), activiste en politica